# Tetrablemmidae
Tetrablemmidae là một họ nhện gồm 135 loài được xếp vào 30 chi.

## Phân loại
Xem Danh sách các loài trong họ Tetrablemmidae.